# Casa de la Poesía (Madrid)
La Casa de la Poesía está formada por un colectivo de poetas sin ánimo de lucro. En ella se organizan una serie de eventos poéticos con sede en el Teatro de la Puerta Estrecha de Madrid, un lugar, laberíntico, hermoso, oscuro y poético. Tiene un aforo de unas 60 personas y  en ella colaboran poetas, músicos, recitadores, fotógrafos, videoartistas, diseñadores, editores, críticos, correctores, mecenas, patrocinadores, gestores, ayuda para restauración y residencias, así como periodistas, agentes de comunicación, técnicos, logística, administración, etc. La mayoría de estas colaboraciones pueden hacerse por internet, excepto nuestros encuentros.
Detrás de este proyecto se han implicado Pilar González España, Teresa Sebastián, José María Parreño, Graciela Baquero, Javier Pérez, Ester Catoira, Abdul Hadi, Alicia Martínez, Javier Pérez, Niall Bins, José Luis Gallero, entre otros. Por su escenario han recitado Chantal Maillard, Isabel Escudero, Peter Wessel, Juan Carlos Suñén, Ada Salas, Guadalupe Grande, María Antonia Ortega, entre muchos más.